# Pyrrhocoridae

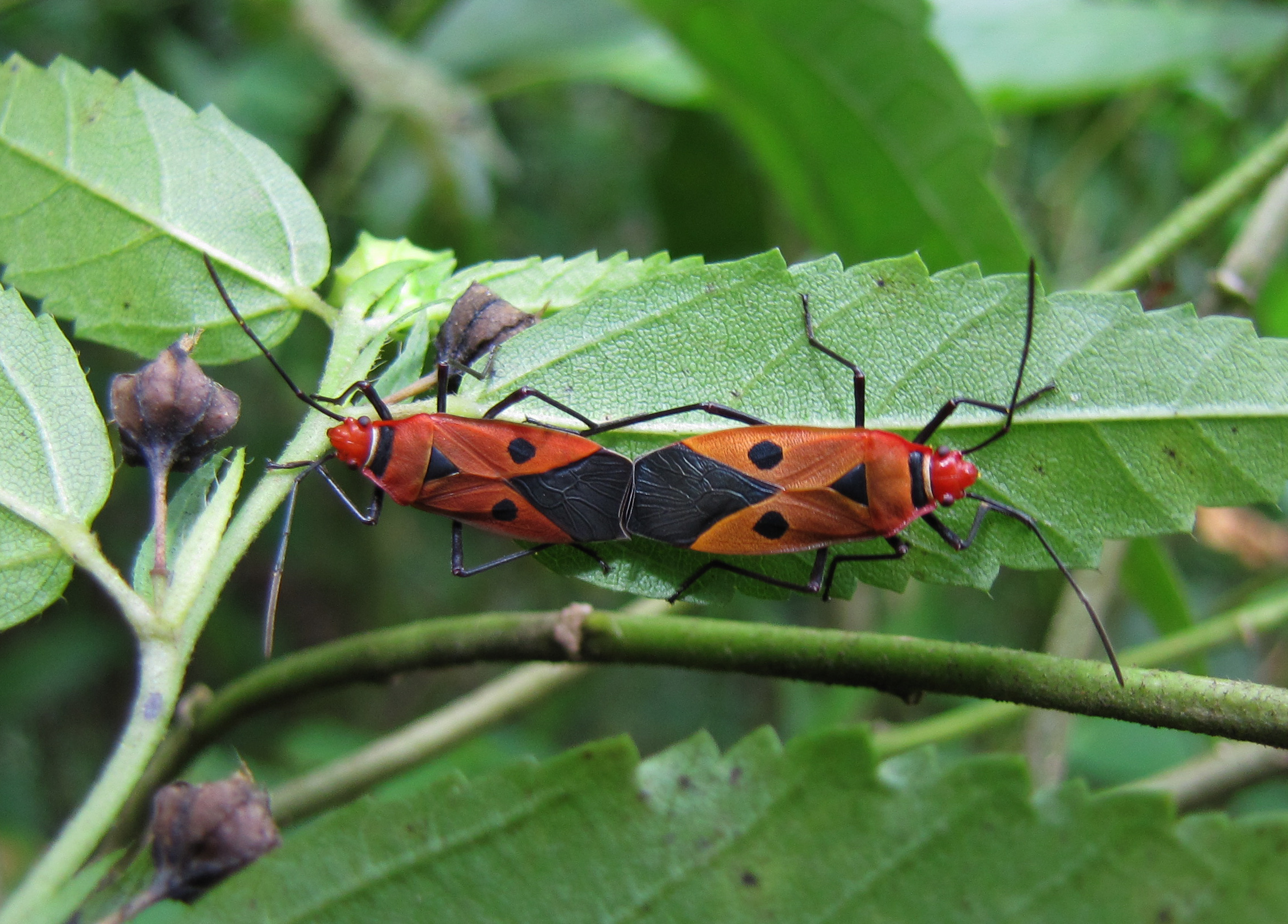
Dysdercus cingulatus, India

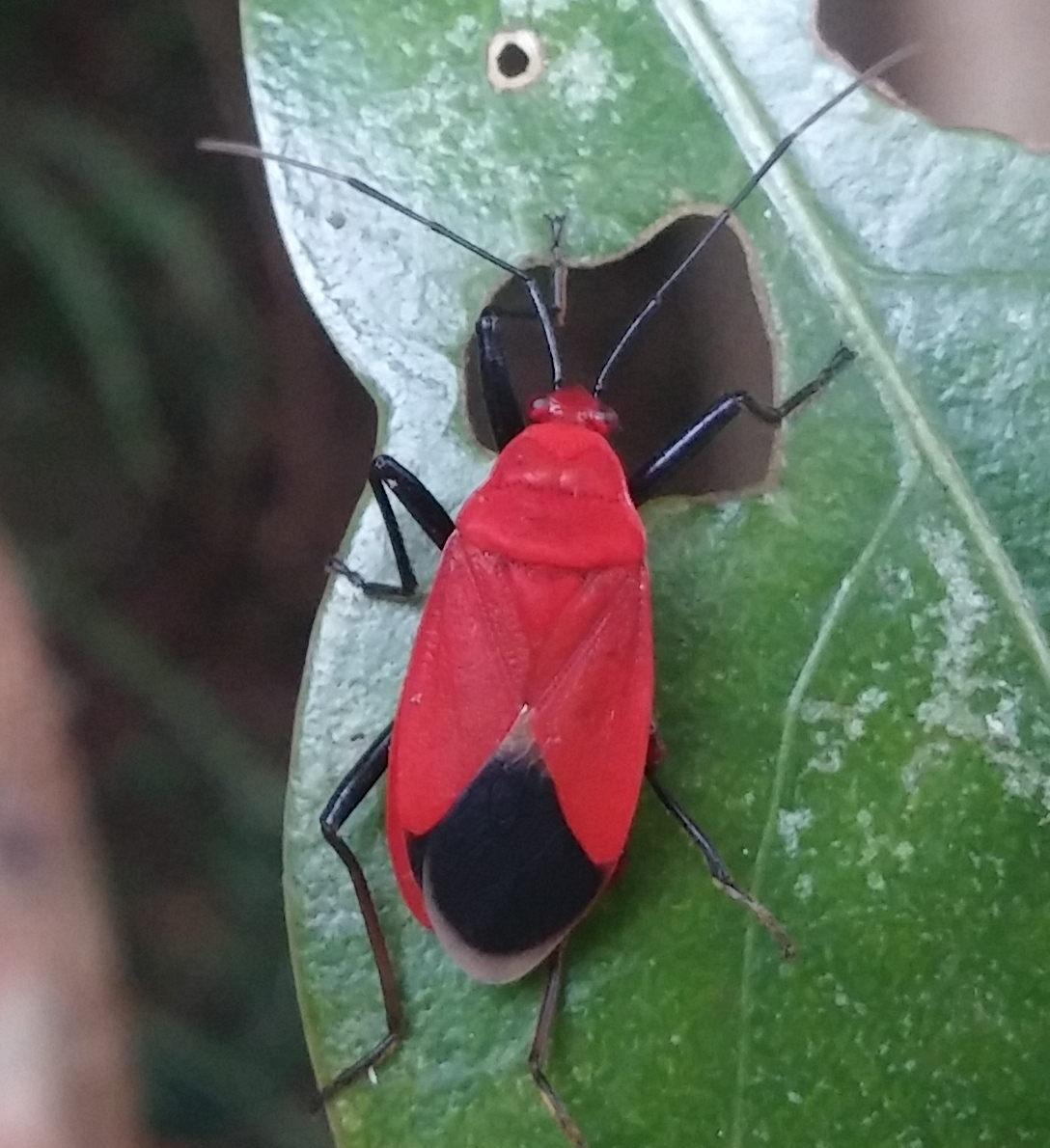
Dindymus rubiginosus, Asia oriental

Los pirrocóridos (Pyrrhocoridae, gr. "chinches de fuego", por los colores rojos de muchas de sus especies) son una familia de insectos hemípteros de la superfamilia Pyrrhocoroidea, con más de 400 especies en 65 géneros  en todo el mundo (o 340 especies en 33 géneros, según otros).
Los miembros de esta familia a menudo se confunden con el ligeidos, pero se pueden separar fácilmente por la falta de ocelos (ojos simples) en la parte superior de la cabeza. Miden hasta 30 mm. La mayoría son rojos y negros.
Son de distribución mundial, más diversos en los trópicos y subtrópicos. En la península ibérica viven dos especies de Pyrrhocoridae, Scantius aegyptius y Pyrrhocoris apterus; esta última es muy común, alimentándose principalmente de semillas de malváceas (Althaea, Malva, Hibiscus) y tiliáceas (Tilia, tilos), devorando también los huevos de otros insectos e insectos muertos (y vivientes a veces).

## Historia natural
La mayoría de las especies se alimentan de semillas o frutos, particularmente de plantas pertenecientes a las Malvales, pero algunas se nutren de restos en descomposición incluyendo materia animal muerta. Algunas especies son depredadoras; Raxa nishidai es un depredador de otro pirrocórido, Melamphaus faber, mientras que Antilochus coquebertii se alimenta de otros insectos incluyendo Dysdercus cingulatus. Algunos son importantes plagas, como las especies del género Dysdercus, que dañan el algodón manchándolo y cortando las fibras.

## Géneros
Incluye los siguientes géneros:
- Abulfeda
- Aderrhis
- Aeschines
- Antilochus
- Armatillus
- Callibaphus
- Courtesius
- Cenaeus
- Delecampius
- Dermatinus
- Dindymus
- Dynamenais
- Dysdercus
- Ectatops
- Euscopus[7]
- Froeschnerocoris[8]
- Gromierus
- Indra
- Jourdainana
- Leptophthalmus
- Melamphaus
- Myrmoplasta
- Neodindymus
- Neoindra
- Probergrothius (Odontopus sinónimo más moderno[5])
- Pyrrhocoris
- Pyrrhopeplus
- Raxa
- Roscius
- Saldoides
- Scantius
- Schmitziana
- Sericocoris
- Siango
- Sicnatus
- Stictaulax
- Syncrotus